# Occlusion intestinale
Une occlusion intestinale est un arrêt du déplacement des matières et des gaz dans une partie de l'intestin, par une cause mécanique (obstruction, strangulation), fonctionnelle ou mixte.
On distingue les occlusions de l'intestin grêle et les occlusions du côlon.
Ce sont des affections fréquentes relevant de causes très nombreuses et dont le diagnostic se fait avant tout par l'observation clinique, et de plus en plus par la radiographie « abdomen sans préparation » et la tomodensitométrie.

## Mécanismes

### Occlusions mécaniques
Trois causes possibles :
- obstruction par un obstacle pouvant être :
  - intra-luminal, par exemple un calcul, un aliment ou, au niveau rectal, une impaction fécale,
  - intra-mural, comme une tumeur bénigne ou maligne[4],
  - extra-luminal, la plus fréquente est la bride : cicatrice péritonéale tendue dans l'abdomen[5] ;
- strangulation par :
  - une hernie étranglée,
  - un volvulus, c'est-à-dire la torsion de l'intestin sur son mésentère ;

Lors d'une strangulation, la vascularisation est compromise, ce qui peut provoquer la nécrose puis la perforation de la paroi intestinale.
- invagination : un segment d'intestin s'invagine dans un segment plus en aval le plus souvent à la jonction intestin grêle/côlon. Il y a obstruction puisque le boudin d'invagination bouche la lumière intestinale, ainsi qu'un certain degré de strangulation, car les vaisseaux sont comprimés. C'est le cas le plus rare chez l'adulte (voir l'article sur l'invagination intestinale)[6].

### Occlusions fonctionnelles
Il y a deux mécanismes possibles :
- occlusion inflammatoire, qui survient lors des épanchements inflammatoires de la cavité péritonéale (pus ou sang) comme une péritonite. La paralysie de l'intestin répond à la loi de Stockes (tout muscle sous-jacent à une séreuse enflammée se paralyse) ;
- occlusion réflexe dont la cause peut être :
  - rétropéritonéale dans les irritations du rétro-péritoine : hématome rétro-péritonéal, traumatisme du rachis,
  - dysmétabolique lors par exemple d'une hypokaliémie,
  - causes neurologiques, pneumologiques, médicamenteuses, etc.

## Clinique

### Signes fonctionnels
Les symptômes de l’occlusion intestinale sont entre autres ceux-ci :
- douleur : signe majeur, dont le siège varie avec le niveau de l'occlusion mais qui est péri-ombilicale le plus souvent et n'entraîne pas d'irradiation. Son installation est progressive et évolue vers l'aggravation. Elle est de type paroxystique, entraînant des vagues douloureuses et décrite comme une torsion. Mais parfois elle peut ne pas être évocatrice, juste ressentie comme une gêne intestinale assez vague.

- vomissements, d'autant plus précoces que l'occlusion est haute. Ils soulagent temporairement le sujet mais peuvent complètement manquer. Ils varient en fonction de l'ancienneté :
  - alimentaires,
  - biliaires,
  - fécaloïdes ;
- arrêt du transit, signe le plus spécifique de l'occlusion et le plus difficile à faire préciser. Il est d'autant plus précoce que l'occlusion est basse. Il peut parfois être précédé d'une diarrhée, trompeuse ;
- météorisme.

### Signes cliniques
Les signes à rechercher sont :
- pouls, tension, température, recherche de signes de choc ;
- recherche d'une défense abdominale signant la souffrance péritonéale ;
- évaluation du ballonnement abdominal, recherche d'un péristaltisme intestinal visible sous la peau ;
- auscultation à la recherche des bruits hydro-aériques ;
- recherche de cicatrices abdominales ;
- vérification des orifices herniaires ;
- toucher rectal à la recherche d'un fécalome ;
- examen pulmonaire, urinaire, etc., selon les signes fonctionnels associés.

## Radiologie
De manière standard, seront réalisés trois clichés radiologiques, qui permettront de déterminer le siège et le type de l'occlusion :
- abdomen sans préparation (ASP) de face debout, à la recherche de niveaux hydro-aériques ;
- ASP de face couché ;
- ASP centré sur les coupoles diaphragmatiques, à la recherche d'un pneumopéritoine.

Un scanner abdominal est effectué en urgence : il détermine le siège et le type de l'occlusion de façon la plus précise,.

## Biologie
Les tests suivants sont effectués pour l'identification des causes possibles :
- numération sanguine :
  - pour une hyperleucocytose, signe de strangulation ou de souffrance digestive,
  - pour une anémie microcytaire, orientant vers une tumeur associée ;

- ionogramme sanguin, urée et créatinine, calcémie, à la recherche :
  - pour des signes de déshydratation liés à l'occlusion, à corriger avant toute intervention,
  - pour des troubles ioniques responsables du syndrome occlusif ;

- coagulation sanguine, CRP, groupe sanguin, rhésus, recherche d'agglutinines irrégulières (RAI) :
  - en vue d'une éventuelle intervention.

## Traitement

### Principes
Un syndrome occlusif est une urgence thérapeutique qui nécessite une hospitalisation dans un service de chirurgie digestive. Une prise en charge retardée aggrave le pronostic avec la survenue de lésions irréversibles.
Le degré de l'urgence est évaluée selon le mécanisme de l'occlusion (une occlusion fonctionnelle est moins grave qu'une strangulation) et en fonction des signes de gravité cliniques, biologiques et d'imagerie. 
Dans le cas d'occlusion fonctionnelle, la priorité est au traitement médical de la cause avec prise en charge des symptômes. Dans le cas d'occlusion mécanique avec signes de gravité, une intervention chirurgicale urgente s'impose pour lever l'obstacle, après une courte phase de réanimation.
Dans tous les cas, le patient doit recevoir une information claire, objective et adaptée à son niveau de compréhension. Il doit être informé de la nécessité d'une opération, des différentes modalités thérapeutiques proposées, et des risques relatifs à l'anesthésie générale et à la chirurgie.

### Traitement médical
Un traitement conservateur (non chirurgical) est indiqué chez les patients en état stable, sans signes de gravité. Il comporte, :
- correction des troubles hydro-électrolytiques sur la base de l'ionogramme sanguin ;
- mise en place d'une sonde nasogastrique pour aspiration digestive douce, à visée antalgique et thérapeutique (elle peut permettre une levée d'obstacle dans des cas non graves) ;
- antibiothérapie pour prévenir les risques d'infection.
- prise en charge de la douleur (antalgiques et antispasmodiques).

La surveillance est pluriquotidienne par examen de l'abdomen, du liquide d'aspiration gastrique, des constantes vitales, de la reprise du transit, et de l'évolution des douleurs. Cette phase de surveillance dure de deux à trois jours, sinon, en l'absence d'amélioration, l'intervention devient nécessaire,.

### Traitement chirurgical
Il s'impose en présence de signes de gravité indiquant une instabilité clinique ou biologique, une péritonite, un sepsis abdominal, une ischémie ou une perforation intestinale.
Après bilan préropératoire, l'intervention d'urgence est aussi de règle en cas :
- d'étranglement de hernie ou d'éventration (réparation pariétale) ;
- de volvulus du grêle et de volvulus de cæcum (levée de l'occlusion, résection d'un segment de tube digestif selon la vitalité en cours d'opération).

Historiquement (jusqu'aux années 1970), l'exploration chirurgicale des occlusions intestinales aigües du grêle se faisait obligatoirement par laparotomie (grande incision de l'abdomen). Avec les progrès de la chirurgie mini-invasive, l'exploration et le traitement par cœlioscopie devient plus fréquente, à partir de patients sélectionnés (occlusion intestinale aigüe non compliquée),.

## Morts notoires
George Sand, l'auteur Christophe, Maurice Gibb, l'acteur Claude Dauphin sont morts à la suite de complications dues à une occlusion intestinale.